# Blandongan (Banjarharjo)
Blandongan is een bestuurslaag in het regentschap Brebes van de provincie Midden-Java, Indonesië. Blandongan telt 3910 inwoners (volkstelling 2010).